# Catedral de San Francisco Javier (Hyderabad)
La Catedral de San Francisco Javier es la iglesia catedral de la diócesis de Hyderabad en Pakistán, 1040 kilómetros al sur de la capital del país asiático de Pakistán, Islamabad. 

## Historia
El Padre Francis Kotwani, el primer sindhi en ser ordenado sacerdote católico, se desempeñó como vicario parroquial en el lugar. Completó 50 años como sacerdote en 1994. El Obispo Max John Rodrigues de Hyderabad pidió a la gente a orar por el país al final de la Misa en la Catedral. El servicio especial se ofrecía a raíz de una declaración de un estado de emergencia y una ola de arrestos en el país en noviembre de 2007.
En septiembre de 2012 la catedral fue atacada durante una manifestación de protesta por el cortometraje antiislámico La inocencia de los musulmanes, sin relación con esta iglesia o la Iglesia católica. El ataque se saldó con la rotura de vidrieras y un herido por disparos de arma de fuego.